# Beboerhuse i Danmark
Beboerhuse i Danmark er en dokumentarfilm fra 1983 instrueret og med manuskript af Henrik Lund og Jesper Birch.

## Handling
Dias-serien tager udgangspunkt i forskellige former for fælleshuse i København, Århus og Odense. Alle meget forskellige huse med hver sin styring og økonomi. Gennem interviews med ledere, ansatte, aktivister etc. vises hvordan ledelsesstrukturerne indvirker direkte på aktiviteterne. Paradoksalt nok er det de huse, der koster færrest skattekroner, der fungerer bedst.